# Olena Kravac'ka
Olena Vitaliïvna Kravac'ka (in ucraino Олена Віталіївна Краватська?; Černivci, 22 giugno 1992) è una schermitrice ucraina, specialista della sciabola, vincitrice di una medaglia d'argento ai Giochi olimpici di Rio de Janeiro 2016.

## Palmarès
- Olimpiadi

Rio de Janeiro 2016: argento nella sciabola a squadre
Parigi 2024: oro nella sciabola a squadre.
- Mondiali

Kazan' 2014: bronzo nella sciabola a squadre
Mosca 2015: argento nella sciabola a squadre
- Europei

Adalia 2022: bronzo nella sciabola a squadre.